# Bill Rixon
Bill Rixon (...) è uno sciatore nautico britannico.
Fu, nel 1969, il vincitore del primo titolo europeo nella specialità della velocità dello sci nautico. Nell'arco di un decennio collezionò complessivamente sei titoli, record ancora oggi imbattuto. Un altro suo primato, quello di quattro titoli consecutivi, è stato eguagliato solo dal connazionale Steven Moore.
Nei campionati mondiali si è aggiudicato una medaglia d'argento nella prima edizione del 1979.